# Liese Prokop
Liese Prokop z domu Sykora (ur. 27 marca 1941 w Wiedniu, zm. 31 grudnia 2006 w St. Pölten) – austriacka polityk i lekkoatletka, specjalizująca się w pięcioboju lekkoatletycznym, medalistka olimpijska, w latach 2004–2006 minister spraw wewnętrznych.

## Życiorys
Na mistrzostwach Europy w lekkoatletyce 1969 w Atenach w pięcioboju zdobyła złoto, rok wcześniej na igrzyskach olimpijskich w Meksyku wywalczyła srebro (przegrywając z Niemką Ingrid Mickler-Becker). W 1969 ustanowiła rekord świata w pięcioboju (5352 punkty), otrzymując tytuł „sportowca roku” w Austrii. Brała także udział na igrzyskach olimpijskich w 1964 w Tokio (w skoku wzwyż) oraz w 1972 w Monachium (w pięcioboju). Zdobyła kilkadziesiąt złotych medali mistrzostw kraju w różnych konkurencjach lekkoatletycznych.
Kształciła się na Uniwersytecie Wiedeńskim w zakresie biologii i fizykoterapii. Zaangażowała się w działalność polityczną w ramach Austriackiej Partii Ludowej. W 1969 zasiadła w landtagu Dolnej Austrii, uzyskując następnie reelekcję w kolejnych wyborach. Od 1981 wchodziła w skład regionalnego rządu, a od 1992 do 2004 była zastępczynią starosty krajowego. W latach 2000–2004 pełniła funkcję przewodniczącej Zgromadzenia Regionów Europy. Kierowała również organizacją sportową Sportunion Österreich.
22 grudnia 2004 została powołana – jako pierwsza kobieta w historii Austrii – na stanowisko ministra spraw wewnętrznych. Zastąpiła Ernsta Strassera w drugim rządzie Wolfganga Schüssela. Sprawowała ten urząd do czasu swojej śmierci 31 grudnia 2006.
Była siostrą Marii Sykory i ciotką Thomasa Sykory.